# Cynopterus titthaecheilus
Cynopterus titthaecheilus är en däggdjursart som först beskrevs av Coenraad Jacob Temminck 1825.  Cynopterus titthaecheilus ingår i släktet Cynopterus och familjen flyghundar.
Inga underarter finns listade i Catalogue of Life. Wilson & Reeder (2005) skiljer mellan tre underarter.
Arten blir 114 till 127 mm lång (huvud och bål), har en 9 till 13 mm lång svans, 74 till 84 mm långa underarmar och väger 76 till 84 g. Typiskt för arten är öronens vita kanter och vita fingrar som spänner upp vingarna. Ansiktet kännetecknas av en naken nos med mörkbrun hud och av rörformiga näsborrar. Den mörk gråbruna pälsen på andra delar av huvudet och på ovansidan kan ha röda eller olivgröna nyanser på ryggen. Cynopterus titthaecheilus har en orangeröd krage med några borstiga hår. Buken är täckt av grå päls och delar av svansflyghuden bär hår. Artens flygmembran har en gråbrun färg. Hos ungar finns ingen orangeröd krage och pälsen är mer gråaktig. Djuret har en diploid kromosomuppsättning med 34 kromosomer (2n=34).
Denna flyghund förekommer på sydostasiatiska öar från Sumatra till Timor. Habitatet varierar mellan skogar och andra områden med träd. Cynopterus titthaecheilus vilar bland annat i byggnader. Födan utgörs främst av stora frukter. Under den torra perioden äter arten även blad och pollen.
Några exemplar dödas av öarnas befolkning för köttets skull. Cynopterus titthaecheilus är regionalt sällsynt men den har en stor utbredning. IUCN kategoriserar arten globalt som livskraftig.